# Autographa kasloensis
Autographa kasloensis är en fjärilsart som beskrevs av Embrik Strand 1917. Autographa kasloensis ingår i släktet Autographa och familjen nattflyn. Inga underarter finns listade i Catalogue of Life.